# 2-Methoxypropen
2-Methoxypropen ist eine chemische Verbindung aus der Gruppe der Ether.

## Gewinnung und Darstellung
2-Methoxypropen kann durch Pyrolyse von 2,2-Dimethoxypropan hergestellt werden, wobei ein Rohgemisch aus 2-Methoxypropen, Methanol und Aceton sowie einer Reihe weiterer Verunreinigungen gebildet wird. Andere Syntheseverfahren ausgehend von Propin oder Propen mit Addition von Methanol sind ebenfalls bekannt.

## Eigenschaften
2-Methoxypropen ist ein farb- und geruchlose Flüssigkeit, die praktisch unlöslich in Wasser ist. Das technische Produkt enthält Kaliumcarbonat als Stabilisator.

## Verwendung
2-Methoxypropen wird für die Synthese von heterocyclischen Verbindungen und als wichtiges Zwischenprodukt für Arzneistoffe verwendet.